# Michel Araújo
Michel Daryl Araújo Villar (ur. 28 września 1996 w Colonia del Sacramento) – urugwajski piłkarz występujący na pozycji ofensywnego pomocnika lub skrzydłowego, od 2023 roku zawodnik brazylijskiego São Paulo.